# Ван Амерсфорт, Пелле
Пелле ван Амерсфо́рт (нидерл. Pelle van Amersfoort; родился 2 апреля 1996 года в Хемскерк, Нидерланды) — нидерландский футболист, нападающий катарского клуба «Аль-Шахания». Играл за молодёжную сборную Нидерландов.

## Клубная карьера
Ван Амерсфорт — воспитанник клуба «Херенвен». 20 сентября 2014 года в матче против «Витесса» он дебютировал в Эредивизи. Летом 2015 года для получения игровой практики Пелле на правах аренды перешёл в «Алмере Сити». 28 августа в поединке против «Телстара» ван Амерсфорт дебютировал в Эрстедивизи. 2 октября в поединке против «Эммена» он сделал «дубль», забив свои первые голы за «Алмере Сити». После окончания аренды Пелле вернулся в «Херенвен». 20 августа в поединке против НЕК он забил свой первый гол за родной клуб.
11 июля 2024 года перешёл в катарский клуб «Аль-Шахания», подписав двухлетний контракт до середины 2026 года. 11 августа дебютировал в чемпионате Катара в матче против «Аль-Араби». 21 сентября забил дебютный гол в чемпионате в гостевом матче с «Умм-Салаль», отличившись с пенальти.

## Международная карьера
В 2015 году Пелле в составе юношеской сборной Нидерландов принял участие в юношеском чемпионате Европы в Греции. На турнире он сыграл в матчах против команд Испании, Германии и России. В поединках против россиян и испанцев ван Амерсфорт забил по голу.